# In Dreams
"In Dreams" is een nummer van de Amerikaanse zanger Roy Orbison. Het nummer werd uitgebracht op zijn gelijknamige album uit 1963. In februari van dat jaar werd het nummer uitgebracht als de eerste single van het album.

## Achtergrond
"In Dreams" is geschreven door Orbison zelf en geproduceerd door Fred Foster. Orbison vertelde dat het, net zoals veel van zijn andere nummers, ontstond in zijn slaap. Hij hoorde in zijn slaap vaak muziek waar een radio-dj over zei dat dit de nieuwe single van Elvis Presley was. Deze keer sliep hij nog niet helemaal en bedacht hij dat hij het af moest maken. De volgende ochtend schreef hij het hele nummer in twintig minuten.
Net zoals veel van de nummers van Orbison gebruikt "In Dreams" niet de standaard structuur van couplet-refrein-couplet-brug-refrein, wat veel voorkomt in rock-'n-rollnummers. In plaats daarvan weerspiegelt het nummer het in slaap vallen en in een fantasie belanden. Het nummer begint als een slaaplied, waar Orbison de "sandman" introduceert, die zand in zijn ogen strooit en hem daardoor in slaap brengt. In zijn slaap droomt hij over zijn geliefde. Terwijl hij verder in zijn onderbewustzijn duikt en zingt over de tijd die hij met zijn geliefde doorbrengt, zwelt de muziek aan. Wanneer hij wakker wordt, ziet hij echter dat zijn geliefde niet meer bij hem is. Hij bedenkt zich dat zij bij hem is weggegaan en vindt het jammer dat deze dingen alleen in dromen gebeuren. Gedurende het nummer heeft Orbison een bereik van twee octaven, meer dan de gemiddelde rock-'n-rollzanger. Het nummer kent geen delen die herhaald worden.

## Successen
"In Dreams" bereikte de zevende plaats in de Amerikaanse Billboard Hot 100 en bereikte de derde plaats in de Adult Contemporary-lijst in het land. In Australië en Ierland werd het een nummer 1-hit. In het Verenigd Koninkrijk werd de zesde plaats behaald, met behulp van een gezamenlijke tournee door het land met The Beatles tijdens het begin van hun populariteit. In Nederland behaalde het de hitlijsten niet, maar in Vlaanderen kwam het tot de zevende plaats in de BRT Top 30. Het tijdschrift Rolling Stone zette het nummer op plaats 319 in hun lijst The 500 Greatest Songs of All Time.
In 1987 werden covers van een aantal nummers van Orbison, waaronder "In Dreams", uitgebracht op het album In Dreams: The Greatest Hits. Dit album werd vrijwel gelijktijdig uitgebracht met de film Blue Velvet. In deze film wordt het geplaybackt door het karakter Ben (Dean Stockwell), waarop psychopaat Frank Booth (Dennis Hopper), die geobsedeerd is door het nummer, hem in elkaar slaat. Orbison, die niet wist dat het nummer gebruikt zou worden in de film, was verbaasd over de manier waarop regisseur David Lynch het gebruikte. Desondanks zorgde het voor een ommekeer in zijn carrière, die in de jaren '70 stil kwam te staan. Na deze film nam Orbison het nummer zelf opnieuw op en werd er een videoclip van deze versie geregisseerd door Lynch. Beelden uit de film zijn ook te zien in deze clip.
U2-zanger Bono schreef het nummer "She's a Mystery to Me" nadat hij naar de soundtrack van Blue Velvet luisterde tijdens een slapeloze nacht en gefixeerd raakte op "In Dreams". Het nummer werd een samenwerking met U2-gitarist The Edge en verscheen op het laatste studioalbum van Orbison, Mystery Girl, uit 1989. Op hetzelfde album staat het nummer "In the Real World", geschreven door Will Jennings en Richard Kerr, wat een vervolg is op "In Dreams".

## Versie van René Froger
In Nederland werd "In Dreams" gecoverd door René Froger. Het nummer werd uitgebracht als de derde single van zijn album Illegal Romeo part 1 uit 1996. Deze versie was te horen in een televisiereclame voor het biermerk Bavaria. Zijn versie behaalde in Nederland de derde positie in zowel de Top 40 als de Mega Top 100, terwijl in Vlaanderen de veertigste plaats in de Ultratop 50 werd behaald.

## Hitnoteringen

### Roy Orbison

#### NPO Radio 2 Top 2000
| Nummer met noteringen in de NPO Radio 2 Top 2000 | '99 | '00 | '01 | '02 | '03 | '04 | '05 | '06 | '07 | '08 | '09 | '10 | '11 | '12  | '13  | '14  | '15  | '16  | '17  | '18  | '19  | '20  | '21  | '22  | '23  | '24  |
| ------------------------------------------------ | --- | --- | --- | --- | --- | --- | --- | --- | --- | --- | --- | --- | --- | ---- | ---- | ---- | ---- | ---- | ---- | ---- | ---- | ---- | ---- | ---- | ---- | ---- |
| In Dreams                                        | 587 | 552 | 627 | 588 | 488 | 568 | 631 | 498 | 685 | 568 | 827 | 775 | 896 | 1020 | 1057 | 1117 | 1203 | 1447 | 1362 | 1375 | 1343 | 1237 | 1407 | 1523 | 1585 | 1677 |

1. ↑  Een vetgedrukt getal geeft de hoogste notering aan.

#### Notering in NPO Radio 5 Evergreen Top 1000
| Evergreen Top 1000 "In Dreams" | Evergreen Top 1000 "In Dreams" | Evergreen Top 1000 "In Dreams" | Evergreen Top 1000 "In Dreams" | Evergreen Top 1000 "In Dreams" | Evergreen Top 1000 "In Dreams" | Evergreen Top 1000 "In Dreams" | Evergreen Top 1000 "In Dreams" | Evergreen Top 1000 "In Dreams" | Evergreen Top 1000 "In Dreams" | Evergreen Top 1000 "In Dreams" | Evergreen Top 1000 "In Dreams" | Evergreen Top 1000 "In Dreams" | Evergreen Top 1000 "In Dreams" | Evergreen Top 1000 "In Dreams" | Evergreen Top 1000 "In Dreams" | Evergreen Top 1000 "In Dreams" |
| Jaar                           | 2008                           | 2009                           | 2010                           | 2011                           | 2012                           | 2013                           | 2014                           | 2015                           | 2016                           | 2017                           | 2018                           | 2019                           | 2020                           | 2021                           | 2022                           | 2023                           |
| ------------------------------ | ------------------------------ | ------------------------------ | ------------------------------ | ------------------------------ | ------------------------------ | ------------------------------ | ------------------------------ | ------------------------------ | ------------------------------ | ------------------------------ | ------------------------------ | ------------------------------ | ------------------------------ | ------------------------------ | ------------------------------ | ------------------------------ |
| Positie                        | 72                             | 54                             | 293                            | 93                             | 98                             | 15                             | 23                             | 23                             | 24                             | 40                             | 62                             | 55                             | 65                             | 50                             | 98                             | 70                             |

### René Froger

#### Nederlandse Top 40
| Hitnotering: 26-10-1996 t/m 25-01-1997 | Hitnotering: 26-10-1996 t/m 25-01-1997 | Hitnotering: 26-10-1996 t/m 25-01-1997 | Hitnotering: 26-10-1996 t/m 25-01-1997 | Hitnotering: 26-10-1996 t/m 25-01-1997 | Hitnotering: 26-10-1996 t/m 25-01-1997 | Hitnotering: 26-10-1996 t/m 25-01-1997 | Hitnotering: 26-10-1996 t/m 25-01-1997 | Hitnotering: 26-10-1996 t/m 25-01-1997 | Hitnotering: 26-10-1996 t/m 25-01-1997 | Hitnotering: 26-10-1996 t/m 25-01-1997 | Hitnotering: 26-10-1996 t/m 25-01-1997 | Hitnotering: 26-10-1996 t/m 25-01-1997 | Hitnotering: 26-10-1996 t/m 25-01-1997 | Hitnotering: 26-10-1996 t/m 25-01-1997 |
| Week                                   | 1                                      | 2                                      | 3                                      | 4                                      | 5                                      | 6                                      | 7                                      | 8                                      | 9                                      | 10                                     | 11                                     | 12                                     | 13                                     |                                        |
| -------------------------------------- | -------------------------------------- | -------------------------------------- | -------------------------------------- | -------------------------------------- | -------------------------------------- | -------------------------------------- | -------------------------------------- | -------------------------------------- | -------------------------------------- | -------------------------------------- | -------------------------------------- | -------------------------------------- | -------------------------------------- | -------------------------------------- |
| Positie                                | 23                                     | 10                                     | 7                                      | 3                                      | 3                                      | 3                                      | 8                                      | 11                                     | 15                                     | 15                                     | 25                                     | 34                                     | 34                                     | uit                                    |

#### Mega Top 100
| Hitnotering: 26-10-1996 t/m 08-03-1997 | Hitnotering: 26-10-1996 t/m 08-03-1997 | Hitnotering: 26-10-1996 t/m 08-03-1997 | Hitnotering: 26-10-1996 t/m 08-03-1997 | Hitnotering: 26-10-1996 t/m 08-03-1997 | Hitnotering: 26-10-1996 t/m 08-03-1997 | Hitnotering: 26-10-1996 t/m 08-03-1997 | Hitnotering: 26-10-1996 t/m 08-03-1997 | Hitnotering: 26-10-1996 t/m 08-03-1997 | Hitnotering: 26-10-1996 t/m 08-03-1997 | Hitnotering: 26-10-1996 t/m 08-03-1997 | Hitnotering: 26-10-1996 t/m 08-03-1997 | Hitnotering: 26-10-1996 t/m 08-03-1997 | Hitnotering: 26-10-1996 t/m 08-03-1997 | Hitnotering: 26-10-1996 t/m 08-03-1997 | Hitnotering: 26-10-1996 t/m 08-03-1997 | Hitnotering: 26-10-1996 t/m 08-03-1997 | Hitnotering: 26-10-1996 t/m 08-03-1997 | Hitnotering: 26-10-1996 t/m 08-03-1997 | Hitnotering: 26-10-1996 t/m 08-03-1997 | Hitnotering: 26-10-1996 t/m 08-03-1997 | Hitnotering: 26-10-1996 t/m 08-03-1997 |
| Week                                   | 1                                      | 2                                      | 3                                      | 4                                      | 5                                      | 6                                      | 7                                      | 8                                      | 9                                      | 10                                     | 11                                     | 12                                     | 13                                     | 14                                     | 15                                     | 16                                     | 17                                     | 18                                     | 19                                     | 20                                     |                                        |
| -------------------------------------- | -------------------------------------- | -------------------------------------- | -------------------------------------- | -------------------------------------- | -------------------------------------- | -------------------------------------- | -------------------------------------- | -------------------------------------- | -------------------------------------- | -------------------------------------- | -------------------------------------- | -------------------------------------- | -------------------------------------- | -------------------------------------- | -------------------------------------- | -------------------------------------- | -------------------------------------- | -------------------------------------- | -------------------------------------- | -------------------------------------- | -------------------------------------- |
| Positie                                | 35                                     | 15                                     | 9                                      | 6                                      | 3                                      | 4                                      | 7                                      | 9                                      | 14                                     | 17                                     | 18                                     | 24                                     | 30                                     | 35                                     | 36                                     | 43                                     | 58                                     | 76                                     | 98                                     | 98                                     | uit                                    |